# David H. Koch
Pour les articles homonymes, voir Koch.
David Hamilton Koch, né le 3 mai 1940 à Wichita (Kansas) et mort le 23 août 2019 à Southampton (État de New York), est un homme d'affaires, milliardaire du pétrole et homme politique américain. 
En 1980, il a été candidat à la vice-présidence pour le Parti libertarien. 
En 2017, selon Forbes, sa fortune était estimée à 48,3 milliards de dollars américains. Il était alors huitième sur la liste des milliardaires du monde. 
Il est proche du Parti républicain.

## Biographie
David H. Koch est diplômé du Massachusetts Institute of Technology en génie chimique.
Son père, Fred Koch, élève ses quatre fils dans un esprit de rivalité qui conduira à l'éclatement de la famille. Après la mort de celui-ci en 1967, Charles et David prennent le contrôle de l’entreprise familiale. Leurs deux frères, Frederick et William, les accusant de spoliation, mènent pendant plus de quinze ans une guérilla judiciaire, sans obtenir de résultat.

### Influence politique
Il met en place avec son frère le réseau de travail d'influence politique Americans for Prosperity. Présent dans 35 États et employant 600 personnes, Americans for Prosperity est considéré comme un des appareils politiques les plus influents de la scène politique nationale et de la majorité des États des États-Unis .
En 2012, celui-ci a dépensé 110 millions de dollars en faveur du Parti républicain.
Entre janvier 2013 et août 2014, les principales officines liées aux frères Koch ont diffusé plus de 43 900 publicités électorales, soit près d’un dixième du volume total de publicités.
Les deux frères financent également le Tea Party et des  laboratoires d'idées conservateurs (Heritage Foundation, Cato Institute). Ils ont d'autre part financé plus de 4000 études visant à convaincre des bienfaits de la suppression du salaire minimum.
En 2015, leur lobby annonce une dépense de 889 millions de dollars au titre de l'année électorale 2016. David Koch semble ne pas avoir financé la campagne de Trump en 2016, parce que lui et son frère étaient opposés au protectionnisme du candidat.
Ils sont connus pour leur engagement en faveur d'une économie dérégulée, leur défiance envers les syndicats et leur opposition à toute préoccupation environnementale. Ils ont également lutté contre toute forme d’organisation des transports urbains, qu'ils associent à de l'étatisme.

## Prises de position
Koch s’est positionné contre des lois visant à protéger les patients et donner à tous un accès aux soins de santé ainsi que contre des lois visant à modérer les pouvoirs de Wall Street et protéger les consommateurs.
Il s’affirme d’abord sceptique face à l’attribution du réchauffement climatique aux activités humaines et considère par ailleurs qu’une planète plus chaude serait une bonne chose parce « la Terre serait alors en mesure de soutenir énormément plus de personnes, du fait qu’une superficie bien plus grande serait disponible pour produire de la nourriture ».
La journaliste Jane Mayer a consacré un livre à dénoncer le financement pléthorique de la droite radicale américaine par les deux milliardaires. Elle a recensé les multiples organisations mises sur pied par les frères Koch pour défendre leurs intérêts et influencer le Parti républicain.
David Koch se considérait comme un libéral social  qui soutenait le droit des femmes à disposer de leur corps , les droits des homosexuels, le mariage homosexuel et la recherche sur les cellules souches. Il s'est opposé à la guerre contre la drogue.

### Controverses et critiques
À la suite des Paradise Papers, il est révélé que le cabinet d’avocats Appleby lui a monté un système de sociétés écrans dans des paradis fiscaux pour réduire ses impôts.